# Can Costa de Canalda
Can Costa de Canalda és una masia del nucli de Canalda al municipi d'Odèn (Solsonès) inclosa a l'Inventari del Patrimoni Arquitectònic de Catalunya.
A Canalda s'hi va des de la carretera L-401 (de Pont d'Espia a Coll de Jou) prenent un desviament ben senyalitzat que es troba al punt quilomètric 38,2 (42° 8′ 0″ N, 1° 31′ 1″ E / 42.13333°N,1.51694°E). Can Costa està a peu de carretera, a l'esquerra, abans d'arribar a l'església de Sant Julià.

## Descripció

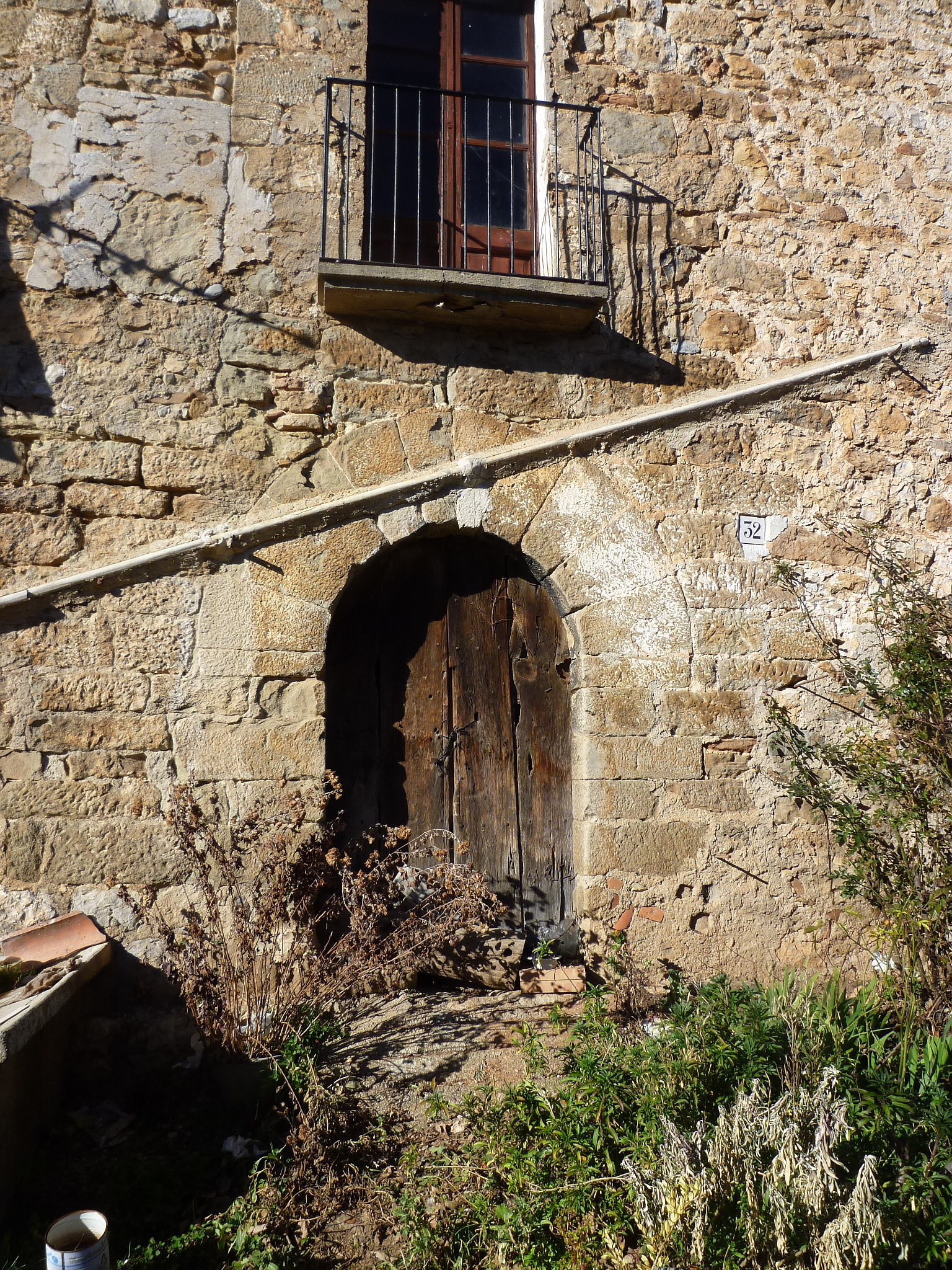
Portal

Masia orientada de nord a sud, de planta rectangular molt allargada. Té la teulada a dos vessants, amb el carener paral·lel a la façana principal. Les obertures són disposades de manera gairebé simètrica. La porta d'entrada és d'arc de mig punt adovellat. L'aparell dels murs és de carreus irregulars lligats amb morter.
La casa té una construcció adossada d'època posterior, amb aparell de carreus disposats en filades. Hi ha també diversos coberts adossats a la façana principal.